# Albert Larouche
 (janvier 2011).
Si vous disposez d'ouvrages ou d'articles de référence ou si vous connaissez des sites web de qualité traitant du thème abordé ici, merci de compléter l'article en donnant les références utiles à sa vérifiabilité et en les liant à la section « Notes et références ».
Albert Larouche (30 décembre 1925 à Kénogami, Québec (Canada) - 21 avril 2017 à Chicoutimi) est un animateur et un réalisateur d'émissions de radio.

## Biographie
Il a fait ses études primaires à Jonquière, son secondaire à Arvida et son cours classique au Séminaire de Chicoutimi de 1942 à 1948.
En 1949, il entre au service de la Société Radio-Canada à CBJ-Chicoutimi.
En 1950, il épouse l’artiste peintre Hélène Beck et de ce mariage sont nés Bernard Larouche, Hélène Larouche et Isabelle Larouche.
On se souvient de ses premières années de réalisations au poste de Radio-Canada à CBJ : Çà et Là, avec madame Jean Pelletier, Propos du Matin, Miroir d’Ève avec Marie Savanne. Albert Larouche a aussi dirigé plusieurs entrevues avec des personnalités telles que  Maurice Chevalier, Tino Rossi, Luis Mariano, Jacques Brel. Il a aussi enregistré des émissions de récital en public avec Gilles Vigneault, Claude Léveillée, Jean-Pierre Ferland, Ginette Reno, Claude Dubois, Jacques Michel, Robert Charlebois. Albert Larouche a aussi produit les émissions Match Inter-cités, Match Inter-collèges, ainsi que les reportages de l’inauguration de l’Université du Québec à Chicoutimi, du Centre musical de Saint-Jérôme, et bien d'autres encore.
Dans les années 1960, Albert Larouche réalise plus de 82 émissions avec  Monseigneur Victor Tremblay dans le cadre de Petite Histoire d’un Grand Royaume et de cette série, trois volumes furent publiés : Trente aînées de nos localités, Mgr Victor Tremblay se raconte et La Tragédie du Lac Saint-Jean.
De 1965 à 1967, pour la première fois dans l’histoire de CBJ, il réalise au réseau français de Radio-Canada, d’un bout à l’autre du pays, deux séries d’émissions intitulées : Au Bois du Rossignolet avec l’éminent folkloriste François-Joseph Brassard qui enrichiront nos archives nationales.
En  l967, Radio-Canada requérait ses services à l’occasion de l’Expo 67 pour la réalisation de grands reportages sur la venue de la Reine Elisabeth d’Angleterre, la venue du général Charles de Gaulle de France, la parade de la Saint-Jean-Baptiste sur la rue Sherbrooke à Montréal. Toujours dans la même année, Radio-Canada lui confiait la tâche de réaliser une émission spéciale sur le Festival d'art dramatique qui s’est tenu à Saint-Jean de Terre-Neuve où chaque province du Canada présentait une pièce de théâtre.
Au retour à CBJ dans la même année, il réalisait des radio-théâtre mettant en valeur des auteurs et de jeunes comédiens saguenéens qui font depuis, une brillante carrière au Québec. Parmi eux, l'on remarque Louise Portal, Michel Dumont, Ghislain Tremblay.
À l’implantation de la radio FM, il créa la populaire série d’émissions Banc d’Essai au réseau de Radio-Canada donnant l’occasion pour la première fois aux finissants des Conservatoires de musique du Québec de se faire entendre sur les ondes canadiennes. Il réalisa également pendant quelques années devant un auditoire à travers la région et radiodiffusés au réseau français Les Grands Concerts de Radio-Canada.
Pendant sept ans, il réalisa les émissions d’affaires publiques, entre autres : Occupons-nous de nos affaires avec le regretté Jean-Gérard Lamontagne. Mais il y a une série d’émissions qui lui tint particulièrement à cœur et qui dura quelques années, intitulée Au Temps de la galette où il eut l’occasion d’enregistrer lui-même les mémoires de nos anciens au Saguenay–Lac-Saint-Jean et qui constituent aujourd’hui un véritable trésor d’archives nationales. 
Radio-Canada l’invita à faire partie du jury avec Jacques Godbout au concours des jeunes auteurs dramatiques.
Il fut membre fondateur et président de la Société d’archéologie du Saguenay. Il présida le Comité d’acquisition du Musée du Saguenay (Fondation MacDonald-Stewart).
C’est avec beaucoup de joie qu’il a reçu en 1982 le Prix du journalisme Auguste Béchard décerné par la Société nationale des Québécois en reconnaissance de ses travaux et de la diffusion du patrimoine saguenéen.
En 1982, La Corporation du Carnaval-Souvenir de Chicoutimi, lui confiait le rôle du personnage-clé Auguste Béchard fondateur du premier journal au Saguenay.
À l’occasion de l’exposition de son épouse, l’artiste-peintre Hélène Beck au Salon d’Honneur de l’Hôtel-de-Ville d’Angoulême, en France, il prononça une conférence sur le Caraval-Souvenir et les joies de l’hiver au Saguenay. Ils avaient été alors invités par l’Association Amitiés-France-Québec d’Angoulême.
Après une carrière bien remplie, la Société Radio-Canada lui accordait en juin 1983 un retraite bien méritée où il aura le loisir de s’adonner à son passe-temps favori : la recherche et l'histoire.
Il est membre de la Société historique du Saguenay et dorénavant il devient bénévole en se consacrant à l’identification, au classement des fonds de photographies qui dorment pêle-mêle dans des boîtes. De 1983 à ce jour, il a classé au-delà de 100 000 photos et c’est avec joie qu’il a accepté le titre de Membre Honoraire de la Société Historique du Saguenay que la direction lui a décerné.
En 1992, il personnifia Alexis Tremblay (dit Picoté) à l’occasion de la Fête et du Grand Ralliement des Tremblay tenu au Saguenay et par la même occasion, il fut honoré dans le domaine de la communication lors du 150e anniversaire de la ville de Chicoutimi par le Club des Bâtisseurs.
Télé-Québec a fait appel à Albert Larouche, dans le cadre de la série Attendez que je vous raconte afin de produire quelques émissions historiques sur des personnages qui ont fait leur marque au Saguenay–Lac-Saint-Jean. Comme animateur et recherchiste, il raconta l’histoire de Horace-Jensen Beermer qui fit de la ville de Roberval un centre mondial de tourisme. Il se pencha ensuite sur l’histoire de Victor Delamarre, le roi de la force, suivi de la statue de la Vierge sur le Cap Trinité et enfin Ma vie au Séminaire de Chicoutimi dans les années 1940.
En 2006, Albert Larouche est reçu membre de l’Ordre des 21 pour son travail bénévole sur le patrimoine du Saguenay–Lac-Saint-Jean. Ainsi que l’Ordre du Bleuet en 2010.      
C’est un homme toujours actif. En plus de ses recherches, il seconde son épouse l’artiste-peintre Hélène Beck en l’accompagnant dans ses expositions à travers la province de Québec ainsi qu'en Ontario.
La vie moderne ne lui fait pas peur puisqu’il s’est vite acclimaté à cet outil merveilleux qu’est l’ordinateur. Comme il aime à le dire : « Avec ce petit écran, l’univers est entré dans ma maison ».